# Pleuronichthys ritteri
Pleuronichthys ritteri е вид лъчеперка от семейство Pleuronectidae.

## Разпространение
Видът е разпространен в Мексико и САЩ.